# Marcus Vestinus Quadratus
Marcus Vestinus Quadratus war ein im 1. Jahrhundert n. Chr. lebender Angehöriger des römischen Ritterstandes (Eques).
Durch ein Militärdiplom ist belegt, dass Quadratus 97 Kommandeur einer Cohors I Alpinorum war, die zu diesem Zeitpunkt in der Provinz Delmatia stationiert war. Es gab mehrere Einheiten mit diesem Namen (siehe Cohors I Alpinorum); möglicherweise wurde eine der beiden in der Provinz Pannonia stationierten Einheiten vorübergehend nach Delmatia verlegt, um danach in die alte Provinz zurückzukehren.